# 倉葉さや
倉葉 さや（くらは さや、1992年10月4日 - ）は、日本のタレント。千葉県出身。シーグリーン所属。

## 経歴

### テレビ
- ザ!世界仰天ニュース（2009年1月、日本テレビ）
- マジすか学園2（2011年4月、テレビ東京）

### 映画・OV
- バトル・オブ・ヒロミくん! The High School SAMURAI BOY（2013年）

### 舞台
- 子宮の中で聴いた鎮魂歌（2011年5月、第8回劇団くりびつてんぎょう公演）

### CM
- TOYOTA Ractis（2008年）
- ユニチャーム 超立体マスク（2009年）
- サントリー なっちゃん（2009年）